# 165e brigade d'artillerie de la Garde
La 165e brigade d'artillerie de la Garde (en russe : 165-я гвардейская артиллерийская бригада, abrégé 165 абр), de son nom complet la 165e brigade d'artillerie de la Garde Prajskaïa, des ordres du Drapeau rouge, de Bogdan Khmelnitski et de Koutouzov (en russe : 165-я гвардейская артиллерийская Пражская Краснознамённая, орденов Кутузова и Богдана Хмельницкого бригада) est une brigade d'artillerie des forces terrestres de la fédération de Russie (n° d'unité 02901).
La brigade fait partie du 35e armée combinée du district militaire est, basée à Belogorsk, dans l'oblast de l'Amour.

## Historique
La brigade tire son histoire d'une fusion d'unités d'artillerie des 136e et 1519e corps, et renommée 4e brigade de corps d'artillerie. L'unité opère sur le front de l'Est du 16 juin 1944 au 9 mai 1945,.
La brigade est formée dans le camp d'entraînement d'artillerie de Kolomna du 27 avril au 13 juin 1944 par la fusion du 136e régiment de canons, du 1519e régiment d'artillerie d'obusiers et de la 45e division indépendante d'artillerie de reconnaissance. Le 21 juin 1944, la brigade est transférée dans la base de Kalinkovichi et rejoint les troupes du 1er front biélorusse. Du 5 au 14 juillet, la brigade est transférée à la base de Pavoursk et participe à l'offensive Kovel au sein de la 8e armée de la Garde, opérant dans la zone offensive du 29e corps de fusiliers de la Garde (ru) et de la 36e brigade de chars du 11e corps de chars (ru). Jusqu'au 30 juillet, la brigade poursuit son offensive avec le 29e corps, traverse le Boug occidental, franchit la frontière et se concentre dans les environs de la ville de Stoczek. L'unité est ensuite transférée dans les environs de Wilga et, le 31 juillet, fournit un soutien d'artillerie lors de la traversée de la Vistule par des unités du 29e corps. Au 5 août, la brigade est subordonnée à la 47e armée et jusqu'au 14 août, elle occupe les défenses à l'est de Prague. Du 14 août au 5 septembre, la 4e brigade perce la défense allemande dans la zone de Wołomin.
Du 6 au 18 septembre 1944, la brigade du groupe ADD-125 assure la percée de la zone fortifiée de Varsovie et la prise de la banlieue de Varsovie à Praga. Par ordre du commandant I. V. Staline, pour la percée réussie de la défense allemande et la prise de la forteresse de Praga, la brigade reçoit le titre honorifique Prajskaïa (« de Praga »).
En 1960, l'unité est réorganisée sous le nom de 165e brigade d'artillerie de canon. La formation survit à l'effondrement de l'URSS au sein de la 35e armée combinée du district militaire d'Extrême-Orient. La brigade est stationnée à Belogorsk.
La brigade est impliquée dans l'offensive de Kiev lors de l'invasion russe de l'Ukraine en février 2022. Le 13 juin 2023, Vladimir Poutine signe un décret lui attribuant le titre honorifique de la « Garde ».

## Hommage
En 2019, lors la Journée des troupes de missiles et d'artillerie, a lieu l'inauguration d'un monument en hommage aux soldats d'artillerie. Le monument représente un canon d'artillerie automoteur 2S1 Gvozdika monté sur un socle devant le poste de contrôle central de la 165e brigade d'artillerie.